# Ehrenzeichen für Hessische Feuerwehrmusiker
Das Ehrenzeichen für Hessische Feuerwehrmusiker wird in der Regel für langjährige, aktive Tätigkeit in einer Musikgruppe einer Feuerwehr im Landesfeuerwehrverband Hessen verliehen. In Einzelfällen erfolgt die Verleihung auch aufgrund der Würdigung langjähriger Verdienste für das Feuerwehrmusikwesen.

## Gestaltung
Das Ehrenzeichen für Hessische Feuerwehrmusiker besteht aus einem Tatzenkreuz in den Farben Rot und Weiß mit aufgelegter silberner Platte und vier Flammensymbolen, auf der das Landeswappen Hessens und eine Lyra abgebildet sind. Die Rückseite trägt die Inschrift „FÜR VERDIENSTE – LANDESFEUERWEHRVERBAND HESSEN e. V.“. Das Ehrenzeichen hat eine Größe von 45 × 45 mm und hängt an einem rot-weißen Band.

## Stufen

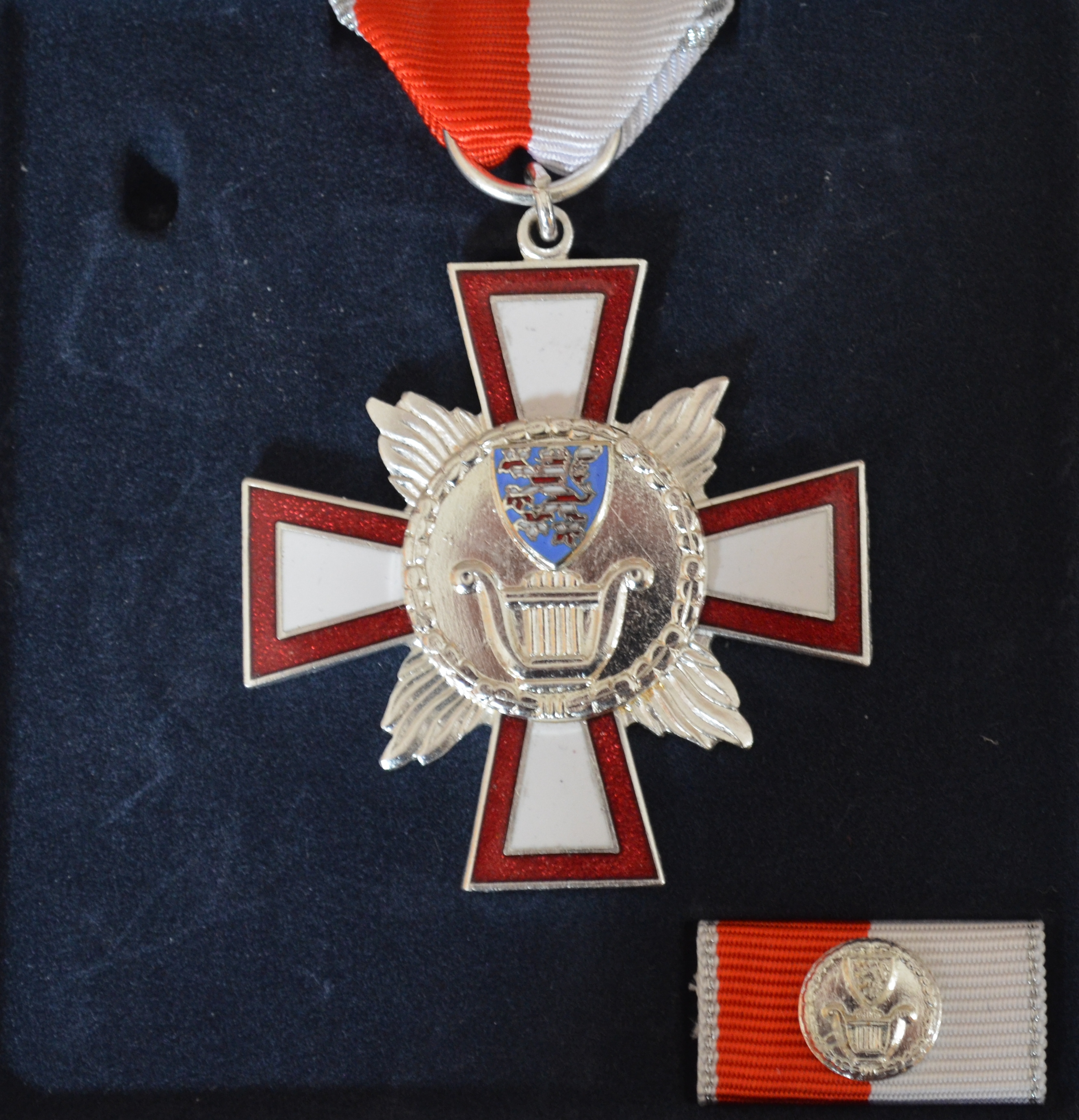
Ehrenzeichen für Hessische Feuerwehrmusiker in Silber mit Bandschnalle

Das Ehrenzeichen der Hessischen Feuerwehrmusik wird in folgenden Stufen verliehen:
- in Bronze für 15-jährige aktive Tätigkeit,
- in Silber für 25-jährige aktive Tätigkeit bzw. besondere Verdienste,
- in Gold für 40-jährige aktive Tätigkeit bzw. besondere Verdienste,

• in Gold mit Kranz für 50-jährige Tätigkeit bzw. besondere Verdienste.

## Verleihung
Das Ehrenzeichen für Hessische Feuerwehrmusiker wird vom Präsidenten des Landesfeuerwehrverbandes Hessen verliehen. Über die Verleihung wird eine Urkunde ausgestellt. Mit der Verleihung wird auch eine entsprechende Bandschnalle ausgehändigt.

## Stifter
Der Landesfeuerwehrverband Hessen ist einer von 16 Landesfeuerwehrverbänden im Deutschen Feuerwehrverband. Er wurde am 21. April 1954 in Frankfurt am Main gegründet. Der Verband ist der Zusammenschluss von 32 Stadt- und Kreisfeuerwehrverbänden, die in drei Bezirksfeuerwehrverbänden untergliedert sind. In den hessischen Feuerwehren sind nahezu 500.000 Mitglieder zusammengeschlossen. Die größte Hilfeleistungsorganisation in Hessen hat in mehr als 2.600 Freiwillige Feuerwehren, sechs Berufsfeuerwehren sowie 57 Werk- und Betriebsfeuerwehren rund 75.000 aktive Feuerwehrleute und rund 27.600 Jugendfeuerwehrleute. In 184 Feuerwehrmusikgruppen sind nahezu 7.000 hessische Musiker organisiert.